# Okręg wyborczy Märkisch-Oderland IV

Okręg wyborczy nr 34 na wyborczej mapie Brandenburgii (2009)

Landtagswahlkreis Märkisch-Oderland IV (okręg wyborczy nr 34) – jeden z okręgów wyborczych w wyborach do Landtagu Brandenburgii. Obejmuje miasta Müncheberg i Seelow, gminę Letschin i parę urzędów z powiatu Märkisch-Oderland.

## Wybory do Landtagu 2009
Podczas wyborów w 2009 bezpośrednimi kandydatami list do Landtagu byli:
- Udo Schulz, SPD
- Olaf Kaupat, CDU
- Bettina Fortunato, Die Linke
- Nastasja Ilgenstein, Grüne
- Hans-Viktor Hoffmann, FDP
- Manfred Wenzel, NPD
- Steffen Sonntag, Freie Wähler